# Liste des anciennes communes de la Savoie
Cette page a pour objectif de retracer toutes les modifications communales dans le département de la Savoie : les anciennes communes qui ont existé depuis la Révolution française, ainsi que les créations, les modifications officielles de nom, ainsi que les échanges de territoires entre communes.
En 1800, le territoire de l'actuel département de la Savoie comptait 326 communes, un nombre qui va rester stable jusqu'en 1960. Depuis lors, les regroupements de communes se sont multipliés : commencés en milieu urbain (Chambéry, Albertville), ils se sont étendus en zone montagneuse fortement touchée par l'exode rural avec des villages devenus fortement dépeuplés (comme Montpascal, ou Ansigny). Chaque nouvelle loi incitative redonne un élan à ces regroupements (loi Marcelin de 1971, loi Notre de 2010). En zone de montagne, certaines communes de très grande taille se sont ainsi formées à l'image d'Aime-la-Plagne, Grand-Aigueblanche ou encore La Léchère. Aujourd'hui 273 communes forment son territoire (au 1er janvier 2025).
Le duché de Savoie redevient définitivement français en 1860, après l'avoir été durant une courte période (entre 1792 et 1815). L'actuel département de Savoie portait alors le nom de "Mont-Blanc" et comprenait alors, en plus, peu ou prou l'arrondissement d'Annecy, parmi lesquelles 5 communes du canton de Faverges (Ugines et les communes environnantes), soit un total de 420 communes. Ces 5 dernières communes resteront dans le département de la Savoie en 1860.

## Fusions
| Nom de la nouvelle commune     | Communes réunies                                 | Régime                                                        | Date (et nature) de la décision                         | Date d'effet                                            |
| ------------------------------ | ------------------------------------------------ | ------------------------------------------------------------- | ------------------------------------------------------- | ------------------------------------------------------- |
| Valgelon-La Rochette           | La Rochette                                      | commune nouvelle (avec communes déléguées)                    | 20 décembre 2018 (Arrêté)                               | 1er janvier 2019                                        |
| Valgelon-La Rochette           | Étable                                           | commune nouvelle (avec communes déléguées)                    | 20 décembre 2018 (Arrêté)                               | 1er janvier 2019                                        |
| Val-d'Arc                      | Aiguebelle                                       | commune nouvelle (avec communes déléguées)                    | 17 décembre 2018 (Arrêté)                               | 1er janvier 2019                                        |
| Val-d'Arc                      | Randens                                          | commune nouvelle (avec communes déléguées)                    | 17 décembre 2018 (Arrêté)                               | 1er janvier 2019                                        |
| La Léchère                     | La Léchère                                       | commune nouvelle (avec 8 communes déléguées)                  | 15 novembre 2018 (Arrêté) 26 novembre 2018 (Arrêté)     | 1er janvier 2019                                        |
| La Léchère                     | Bonneval                                         | commune nouvelle (avec 8 communes déléguées)                  | 15 novembre 2018 (Arrêté) 26 novembre 2018 (Arrêté)     | 1er janvier 2019                                        |
| La Léchère                     | Feissons-sur-Isère                               | commune nouvelle (avec 8 communes déléguées)                  | 15 novembre 2018 (Arrêté) 26 novembre 2018 (Arrêté)     | 1er janvier 2019                                        |
| Grand-Aigueblanche             | Aigueblanche                                     | commune nouvelle (avec communes déléguées)                    | 7 novembre 2018 (Arrêté)                                | 1er janvier 2019                                        |
| Grand-Aigueblanche             | Le Bois                                          | commune nouvelle (avec communes déléguées)                    | 7 novembre 2018 (Arrêté)                                | 1er janvier 2019                                        |
| Grand-Aigueblanche             | Saint-Oyen                                       | commune nouvelle (avec communes déléguées)                    | 7 novembre 2018 (Arrêté)                                | 1er janvier 2019                                        |
| La Tour-en-Maurienne           | Hermillon                                        | commune nouvelle (avec communes déléguées)                    | 31 octobre 2018 (Arrêté)                                | 1er janvier 2019                                        |
| La Tour-en-Maurienne           | Le Châtel                                        | commune nouvelle (avec communes déléguées)                    | 31 octobre 2018 (Arrêté)                                | 1er janvier 2019                                        |
| La Tour-en-Maurienne           | Pontamafrey-Montpascal                           | commune nouvelle (avec communes déléguées)                    | 31 octobre 2018 (Arrêté)                                | 1er janvier 2019                                        |
| Saint-Genix-les-Villages       | Saint-Genix-sur-Guiers                           | commune nouvelle (avec communes déléguées)                    | 23 octobre 2018 (Arrêté)                                | 1er janvier 2019                                        |
| Saint-Genix-les-Villages       | Gresin                                           | commune nouvelle (avec communes déléguées)                    | 23 octobre 2018 (Arrêté)                                | 1er janvier 2019                                        |
| Saint-Genix-les-Villages       | Saint-Maurice-de-Rotherens                       | commune nouvelle (avec communes déléguées)                    | 23 octobre 2018 (Arrêté)                                | 1er janvier 2019                                        |
| Les Belleville                 | Les Belleville                                   | commune nouvelle (avec 3 communes déléguées)                  | 28 septembre 2018 (Arrêté)                              | 1er janvier 2019                                        |
| Les Belleville                 | Saint-Jean-de-Belleville                         | commune nouvelle (avec 3 communes déléguées)                  | 28 septembre 2018 (Arrêté)                              | 1er janvier 2019                                        |
| Porte-de-Savoie                | Les Marches                                      | commune nouvelle (avec communes déléguées)                    | 26 septembre 2018 (Arrêté)                              | 1er janvier 2019                                        |
| Porte-de-Savoie                | Francin                                          | commune nouvelle (avec communes déléguées)                    | 26 septembre 2018 (Arrêté)                              | 1er janvier 2019                                        |
| Saint François Longchamp       | Saint-François-Longchamp                         | commune nouvelle (avec communes déléguées)                    | 19 décembre 2016 (Arrêté)                               | 1er janvier 2017                                        |
| Saint François Longchamp       | Montaimont                                       | commune nouvelle (avec communes déléguées)                    | 19 décembre 2016 (Arrêté)                               | 1er janvier 2017                                        |
| Saint François Longchamp       | Montgellafrey                                    | commune nouvelle (avec communes déléguées)                    | 19 décembre 2016 (Arrêté)                               | 1er janvier 2017                                        |
| Courchevel                     | Saint-Bon-Tarentaise                             | commune nouvelle (SANS communes déléguées depuis le 1-1-2021) | 8 août 2016 (Arrêté)                                    | 1er janvier 2017                                        |
| Courchevel                     | La Perrière                                      | commune nouvelle (SANS communes déléguées depuis le 1-1-2021) | 8 août 2016 (Arrêté)                                    | 1er janvier 2017                                        |
| Val-Cenis                      | Termignon                                        | commune nouvelle (avec communes déléguées)                    | 8 août 2016 (Arrêté)                                    | 1er janvier 2017                                        |
| Val-Cenis                      | Bramans                                          | commune nouvelle (avec communes déléguées)                    | 8 août 2016 (Arrêté)                                    | 1er janvier 2017                                        |
| Val-Cenis                      | Lanslebourg-Mont-Cenis                           | commune nouvelle (avec communes déléguées)                    | 8 août 2016 (Arrêté)                                    | 1er janvier 2017                                        |
| Val-Cenis                      | Lanslevillard                                    | commune nouvelle (avec communes déléguées)                    | 8 août 2016 (Arrêté)                                    | 1er janvier 2017                                        |
| Val-Cenis                      | Sollières-Sardières                              | commune nouvelle (avec communes déléguées)                    | 8 août 2016 (Arrêté)                                    | 1er janvier 2017                                        |
| Salins-Fontaine                | Salins-les-Thermes                               | commune nouvelle (avec communes déléguées)                    | 20 novembre 2015 (Arrêté)                               | 1er janvier 2016                                        |
| Salins-Fontaine                | Fontaine-le-Puits                                | commune nouvelle (avec communes déléguées)                    | 20 novembre 2015 (Arrêté)                               | 1er janvier 2016                                        |
| Aime-la-Plagne                 | Aime                                             | commune nouvelle (avec 6 communes déléguées)                  | 17 novembre 2015 (Arrêté)                               | 1er janvier 2016                                        |
| Aime-la-Plagne                 | Granier                                          | commune nouvelle (avec 6 communes déléguées)                  | 17 novembre 2015 (Arrêté)                               | 1er janvier 2016                                        |
| Aime-la-Plagne                 | Montgirod                                        | commune nouvelle (avec 6 communes déléguées)                  | 17 novembre 2015 (Arrêté)                               | 1er janvier 2016                                        |
| La Plagne Tarentaise           | Mâcot-la-Plagne                                  | commune nouvelle (avec communes déléguées)                    | 10 novembre 2015 (Arrêté)                               | 1er janvier 2016                                        |
| La Plagne Tarentaise           | Bellentre                                        | commune nouvelle (avec communes déléguées)                    | 10 novembre 2015 (Arrêté)                               | 1er janvier 2016                                        |
| La Plagne Tarentaise           | La Côte-d'Aime                                   | commune nouvelle (avec communes déléguées)                    | 10 novembre 2015 (Arrêté)                               | 1er janvier 2016                                        |
| La Plagne Tarentaise           | Valezan                                          | commune nouvelle (avec communes déléguées)                    | 10 novembre 2015 (Arrêté)                               | 1er janvier 2016                                        |
| Les Belleville                 | Saint-Martin-de-Belleville                       | commune nouvelle (avec communes déléguées)                    | 5 novembre 2015 (Arrêté)                                | 1er janvier 2016                                        |
| Les Belleville                 | Villarlurin                                      | commune nouvelle (avec communes déléguées)                    | 5 novembre 2015 (Arrêté)                                | 1er janvier 2016                                        |
| Entrelacs                      | Albens                                           | commune nouvelle (avec communes déléguées)                    | 25 septembre 2015 (Arrêté)                              | 1er janvier 2016                                        |
| Entrelacs                      | Cessens                                          | commune nouvelle (avec communes déléguées)                    | 25 septembre 2015 (Arrêté)                              | 1er janvier 2016                                        |
| Entrelacs                      | Épersy                                           | commune nouvelle (avec communes déléguées)                    | 25 septembre 2015 (Arrêté)                              | 1er janvier 2016                                        |
| Entrelacs                      | Mognard                                          | commune nouvelle (avec communes déléguées)                    | 25 septembre 2015 (Arrêté)                              | 1er janvier 2016                                        |
| Entrelacs                      | Saint-Germain-la-Chambotte                       | commune nouvelle (avec communes déléguées)                    | 25 septembre 2015 (Arrêté)                              | 1er janvier 2016                                        |
| Entrelacs                      | Saint-Girod                                      | commune nouvelle (avec communes déléguées)                    | 25 septembre 2015 (Arrêté)                              | 1er janvier 2016                                        |
| Saint-Offenge                  | Saint-Offenge-Dessous                            | commune nouvelle (SANS communes déléguées)                    | 6 novembre 2014 (Arrêté)                                | 1er janvier 2015                                        |
| Saint-Offenge                  | Saint-Offenge-Dessus                             | commune nouvelle (SANS communes déléguées)                    | 6 novembre 2014 (Arrêté)                                | 1er janvier 2015                                        |
| Aime                           | Aime                                             | fusion association (jusqu'en 2015)                            | 12 février 1973 (Arrêté)                                | 12 février 1973                                         |
| Aime                           | Longefoy (-sur-Aime)                             | fusion association (jusqu'en 2015)                            | 12 février 1973 (Arrêté)                                | 12 février 1973                                         |
| Aime                           | Aime                                             | fusion association (jusqu'en 2015)                            | 6 décembre 1972 (Arrêté)                                | 6 décembre 1972                                         |
| Aime                           | Tessens                                          | fusion association (jusqu'en 2015)                            | 6 décembre 1972 (Arrêté)                                | 6 décembre 1972                                         |
| Aime                           | Villette                                         | fusion association (jusqu'en 2015)                            | 6 décembre 1972 (Arrêté)                                | 6 décembre 1972                                         |
| Pontamafrey-Montpascal         | Pontamafrey                                      | fusion association (jusqu'en 2018)                            | 21 novembre 1972 (Arrêté)                               | 21 novembre 1972                                        |
| Pontamafrey-Montpascal         | Montpascal                                       | fusion association (jusqu'en 2018)                            | 21 novembre 1972 (Arrêté)                               | 21 novembre 1972                                        |
| Albens                         | Albens                                           | fusion association (jusqu'en 2015)                            | 29 septembre 1972 (Arrêté)                              | 29 septembre 1972                                       |
| Albens                         | Ansigny                                          | fusion association (jusqu'en 2015)                            | 29 septembre 1972 (Arrêté)                              | 29 septembre 1972                                       |
| Albiez-Montrond                | Albiez-le-Vieux                                  | fusion association                                            | 20 septembre 1972 (Arrêté)                              | 20 septembre 1972                                       |
| Albiez-Montrond                | Montrond                                         | fusion association                                            | 20 septembre 1972 (Arrêté)                              | 20 septembre 1972                                       |
| Saint-Michel-de-Maurienne      | Saint-Michel-de-Maurienne                        | fusion association                                            | 13 septembre 1972 (Arrêté)                              | 13 septembre 1972                                       |
| Saint-Michel-de-Maurienne      | Beaune                                           | fusion association                                            | 13 septembre 1972 (Arrêté)                              | 13 septembre 1972                                       |
| Saint-Michel-de-Maurienne      | Thyl                                             | fusion association                                            | 13 septembre 1972 (Arrêté)                              | 13 septembre 1972                                       |
| Aigueblanche                   | Aigueblanche                                     | fusion association (dissoute en 1987)                         | 18 juillet 1972 (Arrêté)                                | 18 juillet 1972                                         |
| Aigueblanche                   | Les Avanchers (commune rétablie en 1987)         | fusion association (dissoute en 1987)                         | 18 juillet 1972 (Arrêté)                                | 18 juillet 1972                                         |
| La Léchère                     | Notre-Dame-de-Briançon                           | fusion association (jusqu'en 2018)                            | 30 juin 1972 (Arrêté)                                   | 30 juin 1972                                            |
| La Léchère                     | Celliers                                         | fusion association (jusqu'en 2018)                            | 30 juin 1972 (Arrêté)                                   | 30 juin 1972                                            |
| La Léchère                     | Doucy (-Tarentaise)                              | fusion association (jusqu'en 2018)                            | 30 juin 1972 (Arrêté)                                   | 30 juin 1972                                            |
| La Léchère                     | Naves                                            | fusion association (jusqu'en 2018)                            | 30 juin 1972 (Arrêté)                                   | 30 juin 1972                                            |
| La Léchère                     | Petit-Cœur                                       | fusion association (jusqu'en 2018)                            | 30 juin 1972 (Arrêté)                                   | 30 juin 1972                                            |
| La Léchère                     | Pussy                                            | fusion association (jusqu'en 2018)                            | 30 juin 1972 (Arrêté)                                   | 30 juin 1972                                            |
| Ugine                          | Ugine                                            | fusion                                                        | 18 février 1971 (Arrêté)                                | 1er janvier 1971                                        |
| Ugine                          | Héry                                             | fusion                                                        | 18 février 1971 (Arrêté)                                | 1er janvier 1971                                        |
| Aigueblanche                   | Aigueblanche                                     | fusion                                                        | 9 février 1971 (Arrêté)                                 | 22 avril 1971                                           |
| Aigueblanche                   | Bellecombe (-Tarentaise)                         | fusion                                                        | 9 février 1971 (Arrêté)                                 | 22 avril 1971                                           |
| Aigueblanche                   | Grand-Cœur                                       | fusion                                                        | 9 février 1971 (Arrêté)                                 | 22 avril 1971                                           |
| Aigueblanche                   | Villargerel                                      | fusion                                                        | 9 février 1971 (Arrêté)                                 | 22 avril 1971                                           |
| Saint-Martin-de-Belleville     | Saint-Martin-de-Belleville                       | fusion                                                        | 7 janvier 1971 (Arrêté)                                 | 1er janvier 1971                                        |
| Saint-Martin-de-Belleville     | Saint-Laurent-de-la-Côte                         | fusion                                                        | 7 janvier 1971 (Arrêté)                                 | 1er janvier 1971                                        |
| Montricher-Albanne             | Montricher-le-Bochet                             | fusion                                                        | 14 novembre 1969 (Arrêté)                               | 1er janvier 1970                                        |
| Montricher-Albanne             | Albanne                                          | fusion                                                        | 14 novembre 1969 (Arrêté)                               | 1er janvier 1970                                        |
| Saint-Julien-Mont-Denis        | Saint-Julien-de-Maurienne                        | fusion                                                        | 8 février 1965 (Arrêté) 15 février 1965 (Arrêté)        | 15 février 1965                                         |
| Saint-Julien-Mont-Denis        | Mont-Denis                                       | fusion                                                        | 8 février 1965 (Arrêté) 15 février 1965 (Arrêté)        | 15 février 1965                                         |
| Albertville                    | Albertville                                      | fusion                                                        | 15 décembre 1964 (Arrêté)                               | 1er janvier 1965                                        |
| Albertville                    | Saint-Sigismond                                  | fusion                                                        | 15 décembre 1964 (Arrêté)                               | 1er janvier 1965                                        |
| Bourg-Saint-Maurice            | Bourg-Saint-Maurice                              | fusion                                                        | 15 décembre 1964 (Arrêté)                               | 1er janvier 1965                                        |
| Bourg-Saint-Maurice            | Hauteville-Gondon                                | fusion                                                        | 15 décembre 1964 (Arrêté)                               | 1er janvier 1965                                        |
| Ugine                          | Ugine                                            | fusion                                                        | 27 décembre 1963 (Arrêté)                               | 10 février 1964                                         |
| Ugine                          | Outrechaise                                      | fusion                                                        | 27 décembre 1963 (Arrêté)                               | 10 février 1964                                         |
| Chambéry                       | Chambéry                                         | fusion                                                        | 4 mai 1961 (Décret)                                     | 6 mai 1961                                              |
| Chambéry                       | Bissy                                            | fusion                                                        | 4 mai 1961 (Décret)                                     | 6 mai 1961                                              |
| Chambéry                       | Chambéry-le-Vieux                                | fusion                                                        | 4 mai 1961 (Décret)                                     | 6 mai 1961                                              |
| Albertville                    | Conflans                                         | fusion                                                        | 19 décembre 1835 (Lettre patente du roi Charles-Albert) | 19 décembre 1835 (Lettre patente du roi Charles-Albert) |
| Albertville                    | L'Hôpital                                        | fusion                                                        | 19 décembre 1835 (Lettre patente du roi Charles-Albert) | 19 décembre 1835 (Lettre patente du roi Charles-Albert) |
| Salins                         | Salins                                           | fusion                                                        | 10 août 1818 (Édit royal)                               | 10 août 1818 (Édit royal)                               |
| Salins                         | Les Frasses                                      | fusion                                                        | 10 août 1818 (Édit royal)                               | 10 août 1818 (Édit royal)                               |
| Billième-Chevelu               | Billième (commune rétablie en 1814)              | fusion                                                        | 1795-1800                                               | 1795-1800                                               |
| Billième-Chevelu               | Saint-Jean-de-Chevelu (commune rétablie en 1814) | fusion                                                        | 1795-1800                                               | 1795-1800                                               |
| Coise-Saint-Jean-Pied-Gauthier | Coise-Rubaud                                     | fusion                                                        | 1795-1800                                               | 1795-1800                                               |
| Coise-Saint-Jean-Pied-Gauthier | Saint-Jean-Pied-Gauthier                         | fusion                                                        | 1795-1800                                               | 1795-1800                                               |
| Esserts-Blay                   | Saint-Thomas                                     | fusion                                                        | 1795-1800                                               | 1795-1800                                               |
| Esserts-Blay                   | Blay                                             | fusion                                                        | 1795-1800                                               | 1795-1800                                               |
| Meyrieux-Trouet                | Meyrieux                                         | fusion                                                        | 1795-1800                                               | 1795-1800                                               |
| Meyrieux-Trouet                | Trouet                                           | fusion                                                        | 1795-1800                                               | 1795-1800                                               |
| La Motte-Servolex              | La Motte-Montfort                                | fusion                                                        | 1795-1800                                               | 1795-1800                                               |
| La Motte-Servolex              | Servolex                                         | fusion                                                        | 1795-1800                                               | 1795-1800                                               |
| Aix-les-Bains                  | Aix-les-Bains                                    | fusion                                                        | 1792-1794                                               | 1792-1794                                               |
| Aix-les-Bains                  | Saint-Sigismond                                  | fusion                                                        | 1792-1794                                               | 1792-1794                                               |
| Attignat-Oncin                 | Attignat                                         | fusion                                                        | 1792-1794                                               | 1792-1794                                               |
| Attignat-Oncin                 | Oncin                                            | fusion                                                        | 1792-1794                                               | 1792-1794                                               |
| Brison-Saint-Innocent          | Brison-Bellevue                                  | fusion                                                        | 1792-1794                                               | 1792-1794                                               |
| Brison-Saint-Innocent          | Saint-Innocent                                   | fusion                                                        | 1792-1794                                               | 1792-1794                                               |
| Cléry                          | Cléry                                            | fusion (dissoute en 1867)                                     | 1792-1794                                               | 1792-1794                                               |
| Cléry                          | Frontenex (commune rétablie en 1867)             | fusion (dissoute en 1867)                                     | 1792-1794                                               | 1792-1794                                               |
| Gresin                         | Gresin                                           | fusion                                                        | 1792-1794                                               | 1792-1794                                               |
| Gresin                         | Les Molasses                                     | fusion                                                        | 1792-1794                                               | 1792-1794                                               |
| Gresin                         | Le Pin                                           | fusion                                                        | 1792-1794                                               | 1792-1794                                               |
| Notre-Dame-des-Millières       | Notre-Dame-des-Millières                         | fusion                                                        | 1792-1794                                               | 1792-1794                                               |
| Notre-Dame-des-Millières       | Les Étaux                                        | fusion                                                        | 1792-1794                                               | 1792-1794                                               |
| Saint-Pierre-d'Albigny         | Saint-Pierre-d'Albigny                           | fusion                                                        | 1792-1794                                               | 1792-1794                                               |
| Saint-Pierre-d'Albigny         | Miolans                                          | fusion                                                        | 1792-1794                                               | 1792-1794                                               |
| Villaroger                     | Villaroger                                       | fusion                                                        | 1792-1794                                               | 1792-1794                                               |
| Villaroger                     | La Gurraz                                        | fusion                                                        | 1792-1794                                               | 1792-1794                                               |

## Créations et rétablissements
| Nom de la commune créée   | Commune affectée                     | Mode de création                           | Date (et nature) de la décision | Date d'effet                |
| ------------------------- | ------------------------------------ | ------------------------------------------ | ------------------------------- | --------------------------- |
| Les Avanchers-Valmorel    | Aigueblanche                         | Rétablissement                             | 27 octobre 1987 (Arrêté)        | 1er janvier 1988            |
| Saint-François-sur-Bugeon | Montgellafrey                        | Démembrement                               | 16 juillet 1904 (Loi)           | 16 juillet 1904 (Loi)       |
| Planay                    | Pralognan-Planay (commune démembrée) | Démembrement et suppression                | 21 janvier 1893 (Loi)           | 21 janvier 1893 (Loi)       |
| Pralognan                 | Pralognan-Planay (commune démembrée) | Démembrement et suppression                | 21 janvier 1893 (Loi)           | 21 janvier 1893 (Loi)       |
| Myans                     | Les Marches                          | Démembrement                               | 29 avril 1881 (Décret)          | 29 avril 1881 (Décret)      |
| Frontenex                 | Cléry                                | Rétablissement                             | 9 mars 1867 (Décret)            | 9 mars 1867 (Décret)        |
| Aillon-le-Jeune           | Aillon (commune démembrée)           | Démembrement et suppression                | 11 février 1863 (Décret)        | 11 février 1863 (Décret)    |
| Aillon-le-Vieux           | Aillon (commune démembrée)           | Démembrement et suppression                | 11 février 1863 (Décret)        | 11 février 1863 (Décret)    |
| Brides-les-Bains          | La Saulce (commune supprimée)        | Démembrement (et suppression de La Saulce) | 6 février 1847 (Édit royal)     | 6 février 1847 (Édit royal) |
| Brides-les-Bains          | Les Allues (hameau de Bride)         | Démembrement (et suppression de La Saulce) | 6 février 1847 (Édit royal)     | 6 février 1847 (Édit royal) |
| Brides-les-Bains          | La Perrière (section "Les Bains")    | Démembrement (et suppression de La Saulce) | 6 février 1847 (Édit royal)     | 6 février 1847 (Édit royal) |
| Billième                  | Billième-Chevelu (commune démembrée) | Démembrement et suppression                | 1814                            | 1814                        |
| Saint-Jean-de-Chevelu     | Billième-Chevelu (commune démembrée) | Démembrement et suppression                | 1814                            | 1814                        |
| Cohennoz                  | Héry-sur-Ugine                       | Démembrement                               | 1795-1800                       | 1795-1800                   |

## Modifications de nom officiel
| Ancien nom                  | Nouveau nom                | Date (et nature) de la décision |
| --------------------------- | -------------------------- | ------------------------------- |
| Saint-Paul                  | Saint-Paul-sur-Yenne       | 18 octobre 2023 (Décret)        |
| Saint-Alban-des-Hurtières   | Saint-Alban-d'Hurtières    | 5 novembre 2013 (Décret)        |
| Saint-Georges-des-Hurtières | Saint-Georges-d'Hurtières  | 5 novembre 2013 (Décret)        |
| Les Avanchers               | Les Avanchers-Valmorel     | 27 octobre 1987 (Arrêté)        |
| Fontcouverte                | Fontcouverte-la-Toussuire  | 30 janvier 1987 (Décret)        |
| Champagny                   | Champagny-en-Vanoise       | 25 novembre 1970 (Décret)       |
| Les Chavannes               | Les Chavannes-en-Maurienne | 25 novembre 1970 (Décret)       |
| Mâcot                       | Mâcot-la-Plagne            | 25 novembre 1970 (Décret)       |
| Saint-François-sur-Bugeon   | Saint-François-Longchamp   | 29 août 1969 (Décret)           |
| Mercury-Gémilly             | Mercury                    | 5 janvier 1965 (Décret)         |
| Montricher                  | Montricher-le-Bochet       | 6 juillet 1962 (Décret),        |
| Saint-Rémy                  | Saint-Rémy-de-Maurienne    | 10 mai 1962 (Décret)            |
| Viviers                     | Viviers-du-Lac             | 27 avril 1956 (Décret)          |
| Le Bourget                  | Le Bourget-du-Lac          | 13 mai 1953 (Décret)            |
| Saint-Michel                | Saint-Michel-de-Maurienne  | 13 mai 1953 (Décret)            |
| Ugines                      | Ugine                      | 3 décembre 1952 (Décret)        |
| Lanslebourg                 | Lanslebourg-Mont-Cenis     | 17 mai 1951 (Décret)            |
| Saint-Alban                 | Saint-Alban-Leysse         | 26 juillet 1946 (Décret)        |
| Tours                       | Tours-en-Savoie            | 17 juin 1941 (Décret)           |
| Saint-Bon                   | Saint-Bon-Tarentaise       | 24 avril 1941 (Décret)          |
| Saint-Germain               | Saint-Germain-la-Chambotte | 8 décembre 1936 (Décret)        |
| Chamoux                     | Chamoux-sur-Gelon          | 2 novembre 1934 (Décret)        |
| Peisey                      | Peisey-Nancroix            | 29 mars 1934 (Décret)           |
| Doucy                       | Doucy-en-Bauges            | 29 décembre 1933 (Décret)       |
| Lépin                       | Lépin-le-Lac               | 31 octobre 1930 (Décret)        |
| Aiguebelette                | Aiguebelette-le-Lac        | 2 mars 1929 (Décret)            |
| Salins                      | Salins-les-Thermes         | 29 décembre 1926 (Décret)       |
| Pralognan                   | Pralognan-la-Vanoise       | 27 novembre 1912 (Décret)       |
| Saint-Paul                  | Saint-Paul-sur-Isère       | 15 novembre 1912 (Décret)       |
| Saint-Genix-d'Aoste         | Saint-Genix-sur-Guiers     | 13 novembre 1908 (Décret)       |
| Gilly                       | Gilly-sur-Isère            | 7 septembre 1905 (Décret)       |
| Saint-Jeoire                | Saint-Jeoire-Prieuré       | 16 décembre 1901 (Décret)       |
| Saint-Julien                | Saint-Julien-de-Maurienne  | 26 janvier 1901 (Décret)        |
| Feissons-sous-Briançon      | Feissons-sur-Isère         | 1er novembre 1900 (Décret)      |
| Bonneval                    | Bonneval-sur-Arc           | 4 décembre 1899 (Décret)        |
| Serrières                   | Serrières-en-Chautagne     | 1er septembre 1899 (Décret)     |
| Montvalezan-sur-Séez        | Montvalezan                | 16 février 1899 (Décret)        |
| Montvalezan-sur-Bellentre   | Valezan                    | 5 décembre 1898 (Décret)        |
| Sainte-Foy                  | Sainte-Foy-Tarentaise      | 9 septembre 1892 (Décret)       |
| Sainte-Hélène-des-Millières | Sainte-Hélène-sur-Isère    | 2 février 1888 (Décret)         |
| Val-de-Tignes               | Val-d'Isère                | 2 août 1886 (Décret)            |
| Villard-de-Beaufort         | Villard-sur-Doron          | 23 novembre 1880 (Décret)       |
| Triviers                    | Challes-les-Eaux           | 12 février 1872 (Décret)        |
| La Saulce                   | Brides-les-Bains           | 6 février 1847 (Édit royal)     |
| Héry-sur-Ugine              | Héry                       | ??                              |

## Modifications des limites communales
Le plus souvent, les modifications des limites communales décidées par arrêtés préfectoraux ne sont pas répertoriées dans le Journal officiel ni dans le Bulletin officiel.
| La commune de ...                                     | ... cède du territoire à la commune de ...                                                                                            | Précisions                                                     | Date (et nature) de la décision |
| ----------------------------------------------------- | --- | -------------------------------------------------------------- | ------------------------------- |
| Villard-d'Héry                                        | Coise-Saint-Jean-Pied-Gauthier | 2 habitants Superficie de 12 a                                 | 27 janvier 1993 (Décret)        |
| Villarodin-Bourget                                    | Modane | 9 habitants                                                    | 28 septembre 1987 (Arrêté)      |
| Saint-Pierre-d'Albigny                                | Châteauneuf | Superficie de 14 ha 90 a 33 ca                                 | 20 juin 1986 (Décret)           |
| Châteauneuf                                           | Saint-Pierre-d'Albigny | Superficie de 12 ha 70 a 80 ca                                 | 20 juin 1986 (Décret)           |
| Barberaz                                              | Chambéry |                                                                | 24 juin 1975 (Décret)           |
| La Motte-Servolex                                     | Chambéry | Superficie de 5 ha 16 a 76 ca                                  | 24 mars 1970 (Décret),          |
| Chambéry                                              | La Motte-Servolex | 10 habitants Superficie de 12 ha 53 a 74 ca                    | 24 mars 1970 (Décret),          |
| Châteauneuf Hauteville                                | Hauteville Châteauneuf |                                                                | 11 juin 1963 (Arrêté)           |
| Coise-Saint-Jean-Pied-Gauthier                        | Châteauneuf |                                                                | 10 juin 1963 (Arrêté)           |
| Bozel                                                 | Saint-Bon-Tarentaise | Hameau de Moriond 20 habitants                                 | 19 février 1959 (Décret)        |
| Villard-d'Héry                                        | Coise-Saint-Jean-Pied-Gauthier | Lieux-dits d'Au-Moulin et de la Curiaz Superficie de 35 a 7 ca | 9 février 1955 (Décret)         |
| Moûtiers                                              | Saint-Marcel | Lieux-dits La Saulcette, Beauregard et la Grande Saulcette     | 3 août 1953 (Arrêté)            |
| La Motte-Servolex                                     | Le Bourget-du-Lac | Quartier de la Maladière                                       | 31 octobre 1947 (Arrêté)        |
| ITALIE                                                | Séez |                                                                | 15 septembre 1947 (Loi)         |
| ITALIE                                                | Lanslebourg |                                                                | 15 septembre 1947 (Loi)         |
| ITALIE                                                | Sollières |                                                                | 15 septembre 1947 (Loi)         |
| ITALIE                                                | Bramans |                                                                | 15 septembre 1947 (Loi)         |
| Les Chapelles                                         | Beaufort | Vallée du Treicol                                              | 12 décembre 1939 (Décret)       |
| Pallud                                                | Albertville | Section de Sous-Pallud                                         | 28 août 1938 (Loi)              |
| La Motte-en-Beauges                                   | Lescheraines | Hameau de Vers-le-Pont                                         | 9 mars 1935 (Décret)            |
| Motz Serrières Ruffieux Chanaz                        | Anglefort (département de l'Ain) Culoz (département de l'Ain) Lavours (département de l'Ain) Cressin-Rochefort (département de l'Ain) | Délimitation au voisinage du Rhône                             | 19 juillet 1886 (Loi)           |
| Saint-Félix (département de Haute-Savoie) Saint-Girod | Saint-Girod Saint-Félix (département de Haute-Savoie)                                                                                 |                                                                | 21 novembre 1884 (Décret)       |
| Cusy (département de Haute-Savoie) Saint-Ours         | Saint-Ours Cusy (département de Haute-Savoie)                                                                                         |                                                                | 21 novembre 1884 (Décret)       |

## Communes associées
Liste des communes ayant, ou ayant eu (en italique), à la suite d'une fusion, le statut de commune associée.
| Nom de la commune | Code INSEE | Fusion-association                      | Fusion-association | Fusion-association        | Fusion-association                       | D - Défusion ou F - transformation de l'association en fusion simple | D - Défusion ou F - transformation de l'association en fusion simple | D - Défusion ou F - transformation de l'association en fusion simple | D - Défusion ou F - transformation de l'association en fusion simple |
| Nom de la commune | Code INSEE | date de la décision                     | date d'effet       | commune absorbante        | nom de la commune résultant de la fusion | D/F                                                                  | date de la décision                                                  | date d'effet                                                         | commentaire |
| ----------------- | ---------- | --------------------------------------- | ------------------ | ------------------------- | ---------------------------------------- | -------------------------------------------------------------------- | -------------------------------------------------------------------- | -------------------------------------------------------------------- | --- |
| Les Avanchers     | 73024      | Arrêté préfectoral du 18 juillet 1972   | 18 juillet 1972    | Aigueblanche              | Aigueblanche                             | D                                                                    | Arrêté préfectoral du 27 octobre 1987                                | 1er janvier 1988                                                     | Les Avanchers sont restaurés sous le nom des Avanchers-Valmorel |
| Tessens           | 73291      | Arrêté préfectoral du 6 décembre 1972   | 6 décembre 1972    | Aime                      | Aime                                     | F                                                                    | Arrêté préfectoral du 17 novembre 2015                               | 1er janvier 2016                                                     | La création de la commune nouvelle d'Aime-la-Plagne entraine la suppression du statut des communes associées à Tessens, Villette et Longefoy. |
| Villette          | 73325      | Arrêté préfectoral du 6 décembre 1972   | 6 décembre 1972    | Aime                      | Aime                                     | F                                                                    | Arrêté préfectoral du 17 novembre 2015                               | 1er janvier 2016                                                     | La création de la commune nouvelle d'Aime-la-Plagne entraine la suppression du statut des communes associées à Tessens, Villette et Longefoy. |
| Longefoy          | 73148      | Arrêté préfectoral du 12 février 1973   | 12 février 1973    | Aime                      | Aime                                     | F                                                                    | Arrêté préfectoral du 17 novembre 2015                               | 1er janvier 2016                                                     | La création de la commune nouvelle d'Aime-la-Plagne entraine la suppression du statut des communes associées à Tessens, Villette et Longefoy. |
| Ansigny           | 73016      | Arrêté préfectoral du 29 septembre 1972 | 29 septembre 1972  | Albens                    | Albens                                   | F                                                                    | Arrêté préfectoral du 25 septembre 2015                              | 1er janvier 2016                                                     | La création de la commune nouvelle d'Entrelacs entraine la suppression du statut de commune associée à Ansigny |
| Montrond          | 73174      | Arrêté préfectoral du 20 septembre 1972 | 20 septembre 1972  | Albiez-le-Vieux           | Albiez-Montrond                          |                                                                      |                                                                      |                                                                      | |
| Celliers          | 73060      | Arrêté préfectoral du 30 juin 1972      | 30 juin 1972       | Notre-Dame-de-Briançon    | La Léchère                               | F                                                                    | Arrêté préfectoral du 15 novembre 2018                               | 1er janvier 2019                                                     | La création de la commune nouvelle de La Léchère à la suite de l'absorption par cette dernière de Bonneval et Feissons-sur-Isère. Cela entraine la suppression du statut de communes associée à toutes les communes associées qui deviennent déléguées (même Notre-Dame-de-Briançon). |
| Doucy             | 73102      | Arrêté préfectoral du 30 juin 1972      | 30 juin 1972       | Notre-Dame-de-Briançon    | La Léchère                               | F                                                                    | Arrêté préfectoral du 15 novembre 2018                               | 1er janvier 2019                                                     | La création de la commune nouvelle de La Léchère à la suite de l'absorption par cette dernière de Bonneval et Feissons-sur-Isère. Cela entraine la suppression du statut de communes associée à toutes les communes associées qui deviennent déléguées (même Notre-Dame-de-Briançon). |
| Naves             | 73185      | Arrêté préfectoral du 30 juin 1972      | 30 juin 1972       | Notre-Dame-de-Briançon    | La Léchère                               | F                                                                    | Arrêté préfectoral du 15 novembre 2018                               | 1er janvier 2019                                                     | La création de la commune nouvelle de La Léchère à la suite de l'absorption par cette dernière de Bonneval et Feissons-sur-Isère. Cela entraine la suppression du statut de communes associée à toutes les communes associées qui deviennent déléguées (même Notre-Dame-de-Briançon). |
| Petit-Cœur        | 73199      | Arrêté préfectoral du 30 juin 1972      | 30 juin 1972       | Notre-Dame-de-Briançon    | La Léchère                               | F                                                                    | Arrêté préfectoral du 15 novembre 2018                               | 1er janvier 2019                                                     | La création de la commune nouvelle de La Léchère à la suite de l'absorption par cette dernière de Bonneval et Feissons-sur-Isère. Cela entraine la suppression du statut de communes associée à toutes les communes associées qui deviennent déléguées (même Notre-Dame-de-Briançon). |
| Pussy             | 73209      | Arrêté préfectoral du 30 juin 1972      | 30 juin 1972       | Notre-Dame-de-Briançon    | La Léchère                               | F                                                                    | Arrêté préfectoral du 15 novembre 2018                               | 1er janvier 2019                                                     | La création de la commune nouvelle de La Léchère à la suite de l'absorption par cette dernière de Bonneval et Feissons-sur-Isère. Cela entraine la suppression du statut de communes associée à toutes les communes associées qui deviennent déléguées (même Notre-Dame-de-Briançon). |
| Montpascal        | 73172      | Arrêté préfectoral du 21 novembre 1972  | 21 novembre 1972   | Pontamafrey               | Pontamafrey-Montpascal                   | F                                                                    | Arrêté préfectoral du 1er mars 2001                                  | Arrêté préfectoral du 1er mars 2001                                  | |
| Beaune            | 73035      | Arrêté préfectoral du 13 septembre 1972 | 13 septembre 1972  | Saint-Michel-de-Maurienne | Saint-Michel-de-Maurienne                |                                                                      |                                                                      |                                                                      | |
| Thyl              | 73295      | Arrêté préfectoral du 13 septembre 1972 | 13 septembre 1972  | Saint-Michel-de-Maurienne | Saint-Michel-de-Maurienne                |                                                                      |                                                                      |                                                                      | |

## Transferts vers un autre département
| Département d'origine | Département ou pays de rattachement | Cantons concernés | Communes concernées                                                                                  | Décision |
| --------------------- | ----------------------------------- | ----------------- | --- | --- |
| Mont-Blanc            | Haute-Savoie                        | Annecy-Nord       | (22 communes)                                                                                        | 24 mars 1860 (traité de Turin) 25 juin 1860 (Décret impérial) 24 novembre 1860 (Loi) 20 décembre 1860 (Décret) |
| Mont-Blanc            | Haute-Savoie                        | Annecy-Sud        | (18 communes)                                                                                        | 24 mars 1860 (traité de Turin) 25 juin 1860 (Décret impérial) 24 novembre 1860 (Loi) 20 décembre 1860 (Décret) |
| Mont-Blanc            | Haute-Savoie                        | Faverges          | (5 communes)                                                                                         | 24 mars 1860 (traité de Turin) 25 juin 1860 (Décret impérial) 24 novembre 1860 (Loi) 20 décembre 1860 (Décret) |
| Mont-Blanc            | Haute-Savoie                        | Rumilly           | (21 communes)                                                                                        | 24 mars 1860 (traité de Turin) 25 juin 1860 (Décret impérial) 24 novembre 1860 (Loi) 20 décembre 1860 (Décret) |
| Mont-Blanc            | Haute-Savoie                        | Thônes            | (10 communes)                                                                                        | 24 mars 1860 (traité de Turin) 25 juin 1860 (Décret impérial) 24 novembre 1860 (Loi) 20 décembre 1860 (Décret) |
| Mont-Blanc            | Haute-Savoie                        | Mégève            | Crest-Voland, Flumet, La Giettaz, Notre-Dame-de-Bellecombe et Saint-Nicolas-la-Chapelle (5 communes) | 24 mars 1860 (traité de Turin) 25 juin 1860 (Décret impérial) 24 novembre 1860 (Loi) 20 décembre 1860 (Décret) |